# Джойс, Дэниел
Дэ́ниел «Дэн» Джойс (англ. Daniel «Dan» Joyce; род. 17 мая 1961, Виннипег) — австралийский кёрлингист.
Родился и вырос в Канаде, там же начал заниматься кёрлингом, затем переехал в Австралию.
В составе мужской команды Австралии участвовал в Олимпийских играх 1992 (где кёрлинг был представлен как демонстрационный вид спорта; команда Австралии заняла седьмое место), чемпионате мира 1992 (заняли шестое место) и чемпионате Тихоокеанского региона 1991 (стали чемпионами). Чемпион Австралии среди мужчин (1991).
Играл в основном на позиции второго.

## Достижения
- Тихоокеанско-азиатский чемпионат по кёрлингу: золото (1991).
- Чемпионат Австралии по кёрлингу среди мужчин: золото (1991).

## Команды
| Сезон   | Четвёртый    | Третий   | Второй       | Первый        | Запасной                 | Турниры                                                  |
| ------- | ------------ | -------- | ------------ | ------------- | ------------------------ | -------------------------------------------------------- |
| 1990—91 | Хью Милликин | Том Кидд | Дэниел Джойс | Стивен Хьюитт | Брайан Стюарт            | ЧАМ 1991                                                 |
| 1991—92 | Хью Милликин | Том Кидд | Дэниел Джойс | Стивен Хьюитт | Брайан Стюарт (ТАЧ, ЗОИ) | ТАЧ 1991 · ЗОИ 1992 (демо) (7 место) · ЧМ 1992 (6 место) |

(скипы выделены полужирным шрифтом)